# Astragalus gubanovii
Astragalus gubanovii es una especie de planta del género Astragalus, de la familia de las leguminosas, orden Fabales.

## Distribución
Astragalus gubanovii se distribuye por Mongolia.

## Taxonomía
Fue descrita científicamente por N. Ulziyhk. Fue publicada en Byull. Moskovsk. Obshch. Isp. Prir., Otd. Biol., n.s., 92(5): 112 (1987).